# DXF
AutoCAD DXF (angleško Drawing Interchange Format ali Drawing eXchange Format - izmenjevalni datotečni format za risbe) je tip datoteke za podatke CAD, ki ga je razvilo podjetje Autodesk kot rešitev za izmenjavo podatkov med programom AutoCAD in drugimi programi.
DXF je izšel decembra 1982 kot del AutoCAD 1.0. Njegov prvotni namen je bil omogočiti natančno predstavitev podatkov v datotečnem formatu programa AutoCAD, DWG, za katerega Autodesk ni objavilo specifikacij. Trenutno so razpoložljive specifikacije za različice DXF od AutoCAD R13 (november 1994) do AutoCAD 2008 (marec 2007).
Različice programa AutoCAD od R 10 (oktober 1988) in naprej podpirajo tako zapis ASCII kot binarni zapis datotek DXF. Zgodnejše različice so podpirale le zapis ASCII.
Z razvojem programa AutoCAD, ki je podpiral vse bolj kompleksne tipe objektov, je DXF postajal manj uporaben. Nekateri tipi objektov, kot so trdnine in regije v hibridnem zapisu ACIS, niso podprti. Drugi tipi, kot so dinamični bloki AutoCAD 2006 in še nekateri, so podprti le delno, in še to ne na zadovoljivem nivoju, ki bi omogočil drugim razvijalcem izdelavo podpore.
Skoraj vsi pomembni razvijalci komercialnih programov, vključno s tekmeci Autodeska, so se odločili podpreti format DWG za povezljivost podatkov z AutoCAD s pomočjo knjižnic, ki jih je izdelal neprofitni industrijski konzorcij Open Design Alliance. Konzorcij je razdelal datotečni zapis DWG.

## Datotečna zgradba
Različico ASCII DXF je moč brati z urejevalnikom besedila. Osnovna zgradba datoteke DXF je:
- razdelek HEADER - splošni podatki o risbi. Vsak parameter ima ime spremenljivke in ustrezno vrednost.
- razdelek CLASSES - podatki o razredih, določenih z aplikacijo in katerih navedbe se pojavljajo v razdelkih podatkovne baze BLOCKS, ENTITIES in OBJECTS. V splošnem so za povezljivost z drugimi programi nezadovoljivi.
- razdelek TABLES - ta razdelek vsebuje definicije imenovanih predmetov.

razpredelnica identifikacije aplikacije (APPID)
razpredelnica zapisa bloka (BLOCK_RECORD)
razpredilnica sloga dimenzij (DIMSTYPE)
razpredelnica ravnin (LAYER)
razpredelnica tipov črt (LTYPE)
razpredelnica besedilnega sloga (STYLE)
razpredelnica uporabniškega koordinatnega sistema (UCS)
razpredelnica pogledov (VIEW)
razpredelnica konfiguracij pogledov (VPORT)
- razdelek BLOCKS - ta razdelek vsebuje definicij elementov blokov, ki opisujejo vse elemente vsakega bloka v risbi.
- razdelek ENTITIES - ta razdelek vsebuje elemente risbe, vključno z vsako referenco na blok.
- razdelek OBJECTS - vsebuje podatke, ki se nanašajo na negrafične objekte, in ki jih uporabljata AutoLISP ter aplikacije ObjectARX.
- razdelek THUMBNAILIMAGE - vsebuje predogledno sliko za datoteko DXF.
- END OF FILE